# Anton Kolar (vojak)
Anton Kolar, slovenski veteran vojne za Slovenijo, * 24. maj 1953, Slovenske Konjice.

## Odlikovanja in priznanja
- zlata medalja Slovenske vojske (7. april 1999)
- spominski znak Obranili domovino 1991 (6. oktober 1999)
- spominski znak Maribor - Dobova (24. februar 1998)
- spominski znak Hrast (24. februar 1998)